# کربوندیل (کلرادو)
کربوندیل (به انگلیسی: Carbondale) شهری در ایالت کلرادو کشور ایالات متحده آمریکا است که جمعیت آن در سرشماری سال ۲۰۱۰ میلادی، ۶٬۴۲۷ نفر بوده‌است.